# Балтиморський вазописець
Балтиморський вазописець — анонімний давньогрецький вазописець, працював в Апулії близько 375 до н. е. Балтиморський вазописець вважається найважливішим представником пізньо-апулійського вазопису, а також останнім значним вазописцем Апулії в цілому.
Його умовна назва походить від вази, яка нині зберігається в Галереї мистецтв Волтерса, Балтимор. Його ранні роботи перебували під сильним впливом Вазописця Патера. Серед його робіт здебільшого зустрічаються вази великих форм — кратер з волютами, амфори, лутрофор і гідрія. Крім того, Балтиморський вазописець виконував розпис ваз для наїскосів із поховальними сценами, фігури часто одягнені у жовто-помаранчевий одяг. Серед інших мотивів вазопису: міфологічні сцени, теми Діоніса, а також еротичні, весіль і сцени з життя жінок.
Цілком імовірно, що майстерня Балтиморського вазописця знаходилась у Каносі. Стилістично, а особливо за використовуваними формами і тематикою, роботи Балтиморського вазописця подібні до робіт Вазописця пекла, проте розпис першого характеризується більшим різноманіттям дрібних деталей, особливо в орнаменті.
Кілька вазописців були тісно пов'язані з Балтиморським, у тому числі Вазописець Сток-он-Трента, який був або дуже близьким колегою, або ж насправді це і є Балтиморський вазописець. Серед його послідовників Вазописець Вайт-Саккос, Група Вайт-Саккос, Вазописець Сансона, Штутгартська група, Група канфара.

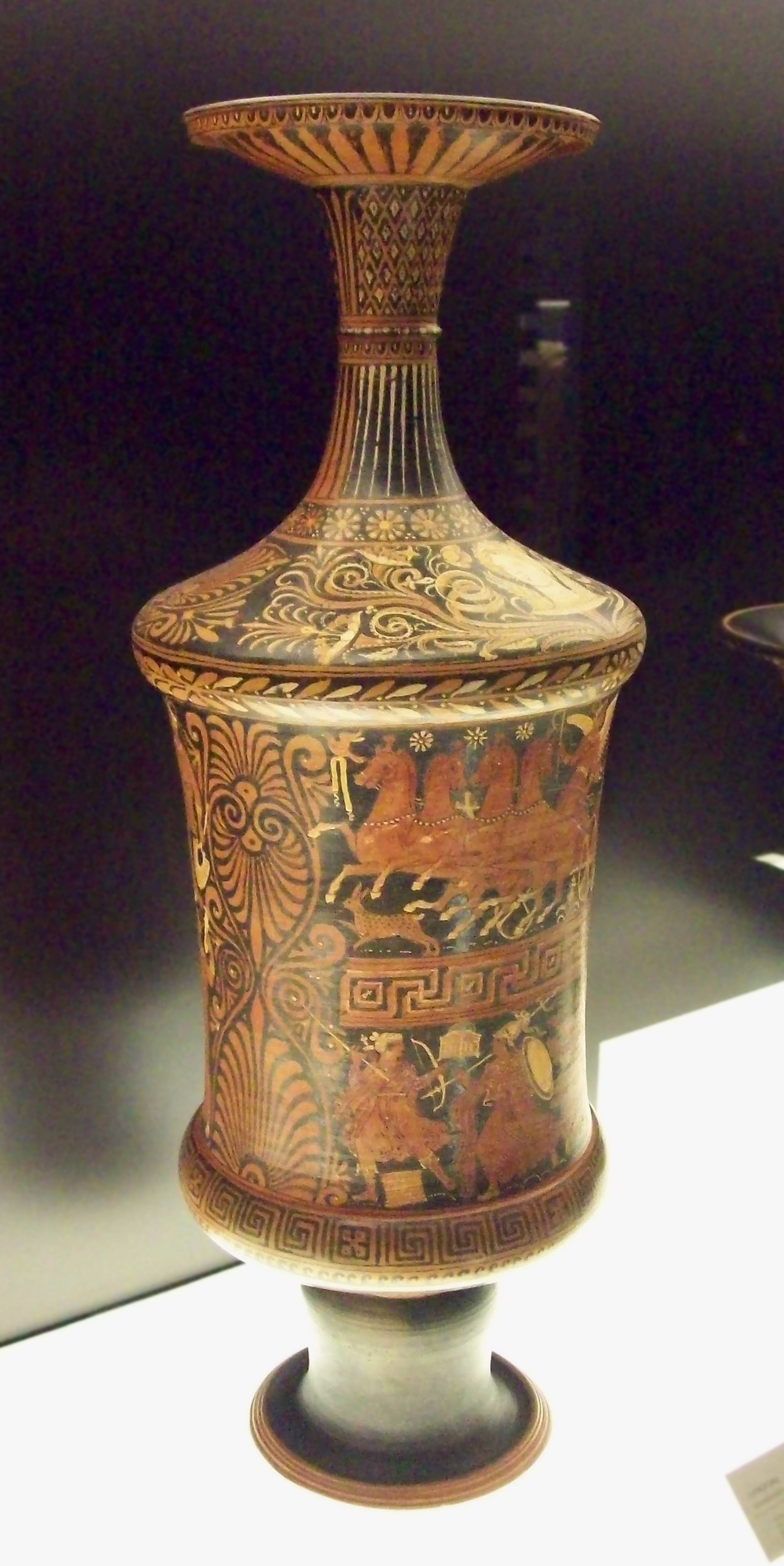
Лутрофор, Національний археологічний музей Іспанії, Мадрид, сторона А
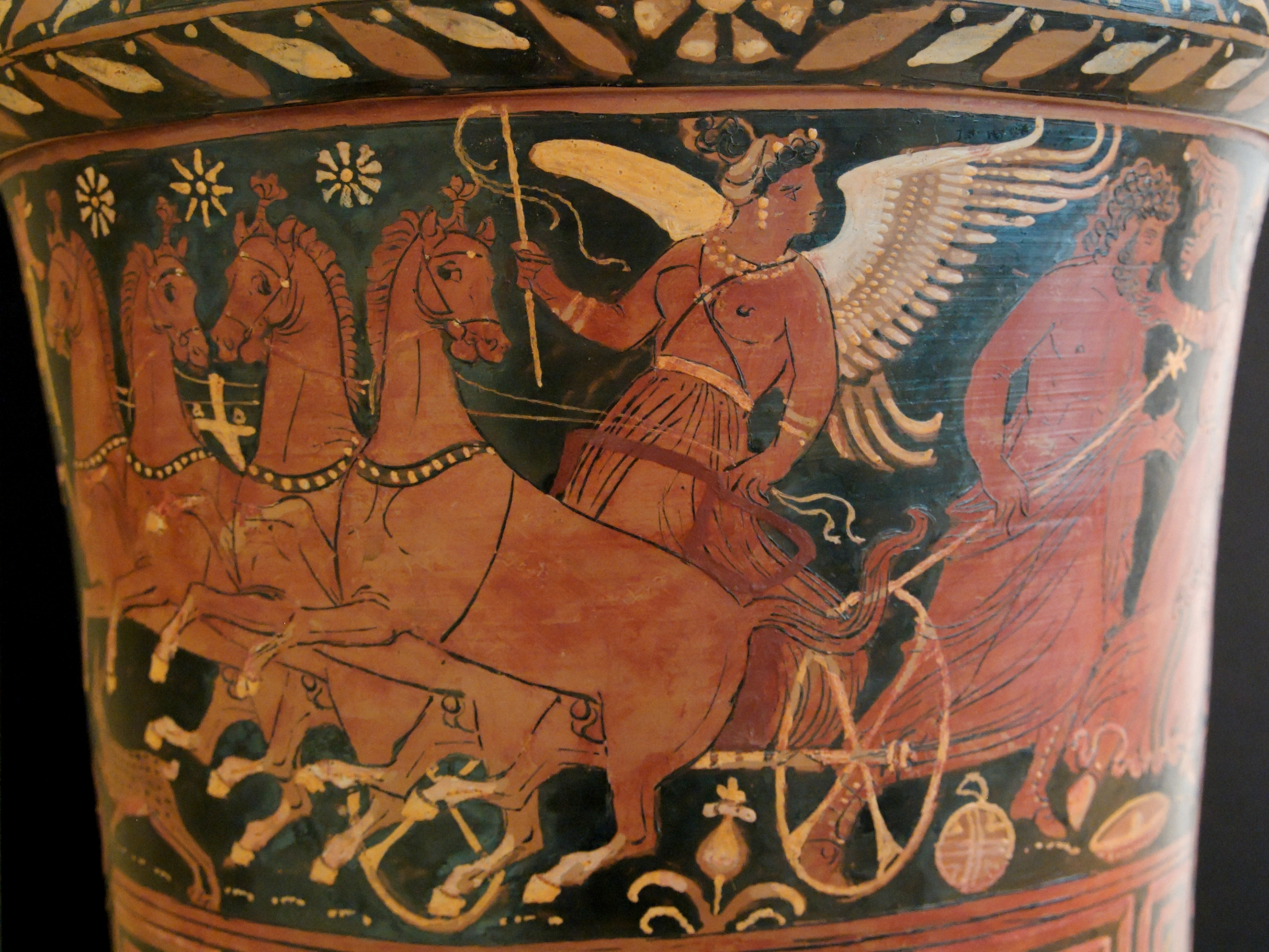
… Викрадення Персефони, сторона В
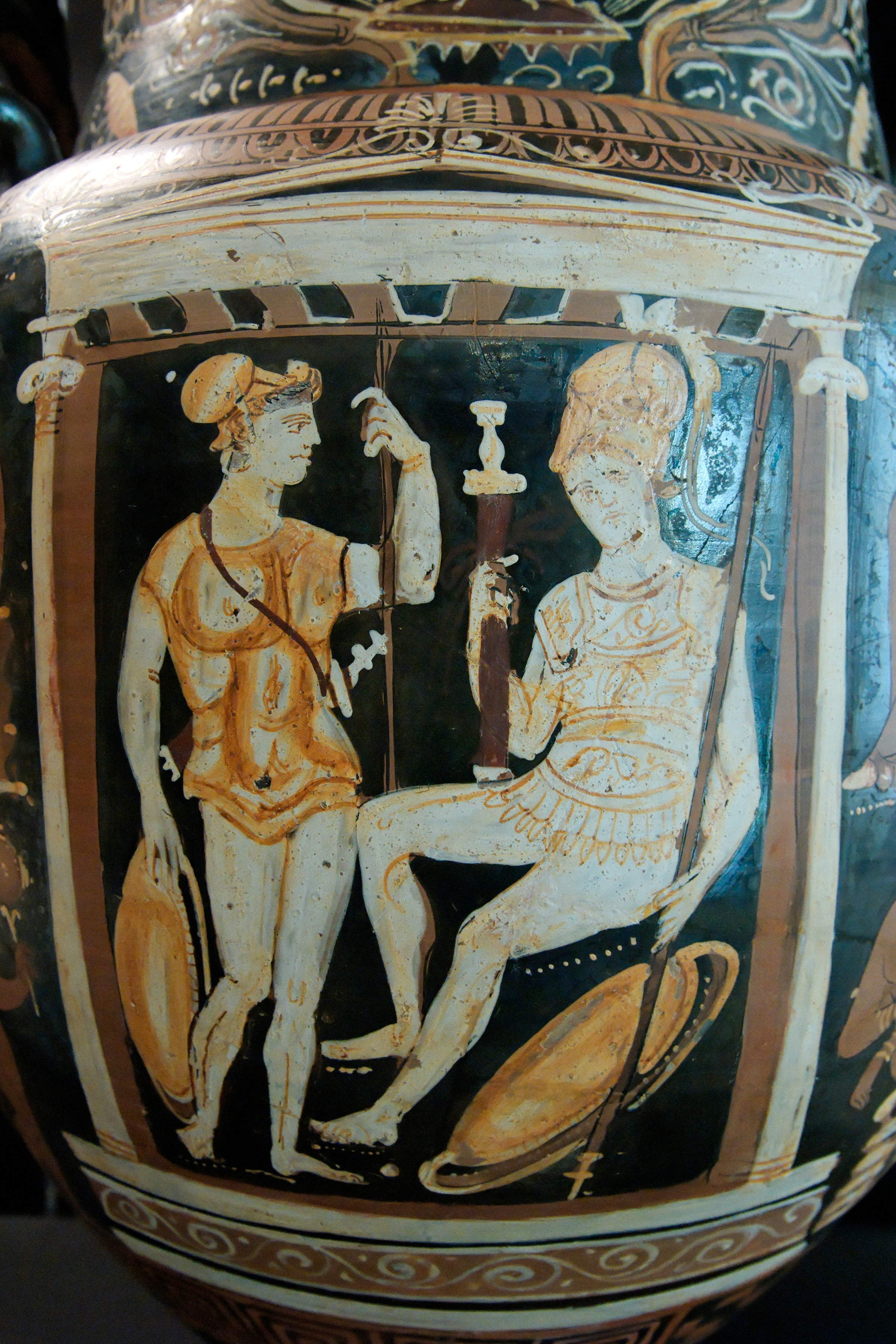
Кратер із зображенням наїскосу та двої воїнів, Мадрид